# روژه ویتراک
روژه ویتراک (به فرانسوی: Roger Vitrac) شاعر و نمایش‌نامه نویس قرن نوزدهم میلادی اهل فرانسه است.